# Mouth of the Architect
Mouth of the Architect — американський хеві-метал-гурт з Дейтона, штат Огайо, що створює музику під впливом і в дусі Neurosis, Isis, Pelican, Cult of Luna та різних постметал-гуртів. Вони підписали контракт із Translation Loss Records і випустили п’ять повноформатних студійних альбомів і один мініальбом.

## Історія
Гурт Mouth of the Architect заснували 2003 року, до його складу увійшли Джейсон Уоткінс (вокал, клавішні), Грегорі Лам (вокал, гітара), Алекс Вернон (вокал, гітара), Дейв Манн (ударні) та Дерік Зоммер (бас). Вони випустили перший альбом Time and Withering у 2004 році на Translation Loss Records. Зоммер покинув гурт у 2005 році.
Незабаром після того, як гурт випустив спліт з колегами по лейблу Kenoma у 2006 році, Вернон пішов, залишивши Лама записувати всі гітарні партії на їхньому другому альбомі The Ties That Blind, який вийшов у серпні, і на одному з треків якого гостьовим вокалом виступив Брент Гайндс з Mastodon. На бас-гітарі на альбомі грав Брайан Кук з Botch, Russian Circles і These Arms are Snakes. На підтримку The Ties That Blind гурт багато гастролював Сполученими Штатами, пройшовши при цьому через низку змін у складі. У 2006 році гурт гастролював разом із These Arms Are Snakes, а Ден Вілберн з The Science Logic замінив Вернона на гітарі. У 2007 році Вілберна замінив новачок Стів Брукс, після чого почався рік майже безперервних гастролей з гуртами як-от Mastodon, Rob Crow, Made Out of Babies, Big Business, Torche, Kylessa, 400 Blows, Skeletonwitch і Unsane серед інших. У цей час у гурті грали Джо Лестер з Intronaut і Кевін Шиндел з Twelve Tribes на бас-гітарі.
Третій альбом, Quietly, записали після того, як Лам покинув гурт, а Вернон повернувся разом із Бруксом, щоб спільно займатися гітарою та вокалом, а Шиндель грав на бас-гітарі. Незабаром після виходу альбому у 2008 році Вернон знову пішов, а Шіндель перейшов на гітару. У 2010 році вийшов мініальбом під назвою The Violence Beneath, на підтримку якого гурт відправився в європейське турне на чолі з хедлайнером. Тур включав виступи на фестивалях Roadburn Festival та Asymmetry Festival. Записаний у жовтні 2009 року Джоном Лейксом, The Violence Beneath містив два нові студійні треки з Джо Лестером на басу, старий концертний трек 2007 року, а також кавер на Пітера Ґебріела з Лейксом на басу. Після виходу альбому до гурту приєднався Еван Деніелсон як постійний басист. Гурт повернувся в студію в жовтні 2011 року, щоб записати трек для французької збірки Falling Down VII, яка вийшла наступного квітня.
Четвертий повноформатний альбом Dawning вийшов у червні 2013 року. Альбом записали на студії Брукса в Мічигані, його спродюсували Брукс і Лейкс. Того літа відбувся тур по США/Канаді з Intronaut і Scale the Summit, а також хедлайнерський європейський тур, де Лейкс замінював Шінделя під час обох етапів туру на гітарі. Лейкс незабаром замінив Шінделя як повний учасник.
П’ятий повноформатний альбом Path of Eight, випущений у жовтні 2016 року, був записаний наживо в репетиційному приміщенні гуртів у Дейтоні протягом вихідних. Це концептуальний альбом «про душу, яка залишає тіло після смерті, мандрує крізь простір і час, повз богів, щоб бути розірваною до стану небуття, з якого ми вийшли».
28 березня 2018 року гурт оголосила про відхід Стіва Брукса на своїй сторінці у Facebook і про те, що її засновник Алекс Вернон знову приєднався до гурту.
Шиндель, Вернон, Манн і Брукс у різний час були учасниками гурту Twelve Tribes.

## Дискографія
- Time and Withering CD (2004, Translation Loss) (перевиданий на LP 2017 року)
- Mouth of the Architect/Kenoma спліт CD & LP (2006, Translation Loss) Трек: Sleepwalk Powder
- The Ties That Blind CD & LP (2006, Translation Loss) (перевиданий на CD & LP 2018 року)
- For the Sick (Eyehategod альбом-триб'ют, 2007, Emetic Records) Трек: Story of the Eye
- Quietly CD & LP (2008, Translation Loss)
- The Violence Beneath EP CD (2010, Translation Loss)
- Falling Down IIV збірка (2012, Falling Down) Трек: How This Will End
- Dawning CD & LP (2013, Translation Loss)
- Path of Eight CD & LP (2016, Translation Loss)

## Склад гурту
- Джейсон Воткінс — вокал, клавішні, семпли (з 2003)
- Дейв Манн — ударні (з 2003)
- Алекс Вернон — гітара, вокал (2003-2005, 2007-2008, з 2018)
- Canada Marsh — гітара (з 2018)
- Калеб Насон — бас-гітара (з 2018)

### Колишні учасники
- Стів Брукс — гітара, вокал (2007–2018)
- Еван Деніелсон — бас-гітара (2010–2017)
- Джон Лейкс — гітара, вокал (2015–2017)
- Кевін Шіндел — бас-гітара, вокал (2007-2008), гітара, вокал (2008-2015)
- Грегорі Лам — гітара, вокал (2003-2007)
- Дерік Зоммер — бас-гітара (2003-2005)

### Сесійні учасники
- Кріс Коммон — бас-гітара (Mouth of the Architect/Kenoma, 2006) Трек: Sleepwalk Powder
- Браян Кук — бас-гітара (The Ties That Blind, 2006)
- Джо Лестер — бас-гітара (The Violence Beneath, 2010)
- Джон Лейкс — бас-гітара (The Violence Beneath, 2010) Трек: In Your Eyes[9]

### Гастрольні учасники
- Ден Вілберн — гітара[3] (2006)
- Зак Пал — бас-гітара (2006)
- Джо Лестер — бас-гітара (2006-2007)
- Джон Лейкс — гітара, вокал (2009, 2013)
- Кевін Шіндел — бас-гітара, вокал (2007–2008, 2017)
- Тейт Метьюз — гітара (2017)